# 급소 (바둑)
급소는 바둑에서 긴요한 착점이 되는 중심점이자 돌의 사활을 좌우하는 매우 중요한 곳이다. 자신의 급소를 보강해 '모양의 결점 또는 약점'을 없애거나 상대방의 급소를 찔러 치명적 타격을 입힐 수도 있다.